# 阿斯科利皮切諾省
阿斯科利皮切諾省（義大利語：Provincia di Ascoli Piceno）是意大利馬爾凱的一個省。面積2,087平方公里，2006年10月人口381,806人。首府阿斯科利皮切諾。
下分33市鎮。